# Cyrtodactylus gonjong
Cyrtodactylus gonjong — вид ящірок з родини геконових (Gekkonidae). Описаний у 2023 році.

## Назва
Видова назва gonjong посилається на гонджонг — тип даху традиційних будинків у народу мінанг. Сам будинок під назвою Румах-Гаданг з його унікальним дахом схожий на роги буйвола став впізнаваним символом народу мінанг.

## Поширення
Ендемік Індонезії. Поширений на острові Суматра. Відомий лише у типовому місцезнаходженні — околиці водоспаду Лангквік-Таміанг поблизу села Малалак Селатан в окрузі Малалак регентстві Агам провінції Західна Суматра.

## Опис
Гекон середнього розміру. Тіло завдовжки 54,1–77,7 мм у дорослих самців, 65,1–76,7 мм у дорослих самиць.